# Ungarn i Eurovision Song Contest
Ungarn har deltaget 17 gange i Eurovision Song Contest siden deres debut i 1994. De skulle have debuteret i 1993, men en kvalifikationsrunde for tidligere østbloklande, afholdt i Ljubljana, lod dem ikke gå videre til Eurovision Song Contest.
Deres første rigtige deltagelse i ESC var derfor i 1994, hvor de deltog med sangerinden Friderika Bayer. Hendes sang Kinek mondjam el vétkeimet endte på en 4. plads, der er Ungarns bedste placering til dato.
I 1995 endte Ungarn næsten på sidstepladsen med kun 3 point, kun en plads over Tyskland, der endte på sidstepladsen.
I 1996 røg Ungarn igen ud i en kvalifikationsrunde, og kvalificerede sig ikke til finalen i Oslo. Efter 1998 valgte MTV at trække sig fra konkurrencen, og vendte først tilbage i 2005 hvor de fik en 12. plads med gruppen NOX's sang Forogj vilag. Ungarn deltog ikke i 2006, men deltog igen fra 2007.
Ungarn var heller ikke med i 2010 på grund af økonomiske vanskeligheder.
Ungarn besluttet dog at vende tilbage til konkurrencen i 2011, og de har deltaget fast lige siden.

## Repræsentanter
Nøgle
     Vinder
     Anden plads
     Tredje plads
     Sidste plads
     Deltager valgt, men konkurrerede ikke
| År                              | Kunstner               | Sang                            | Oversættelse                       | Finale            | Point             | Semi              | Point             |
| ------------------------------- | ---------------------- | ------------------------------- | ---------------------------------- | ----------------- | ----------------- | ----------------- | ----------------- |
| 1994                            | Friderika Bayer        | "Kinek mondjam el vétkeimet?"   | Hvem kan jeg fortælle mine synder? | 4                 | 122               | Ingen semifinaler | Ingen semifinaler |
| 1995                            | Csaba Szigeti          | "Új név a régi ház falán"       | Et nyt navn på den gamle husmur    | 22                | 3                 | Ingen semifinaler | Ingen semifinaler |
| 1996                            | Gjon Delhusa           | "Fortuna"                       | Fortuna                            | Ikke kvalificeret | Ikke kvalificeret | 22                | 26                |
| 1997                            | V.I.P.                 | "Miért kell, hogy elmenj?"      | Hvorfor skal du tage af sted?      | 12                | 39                | Ingen semifinaler | Ingen semifinaler |
| 1998                            | Charlie                | "A holnap már nem lesz szomorú" | Sorgen vil ende i morgen           | 23                | 4                 | Ingen semifinaler | Ingen semifinaler |
| Deltog ikke mellem 1999 og 2004 |                        |                                 |                                    |                   |                   |                   |                   |
| 2005                            | Nox                    | "Forogj, világ!"                | Drej, verden!                      | 12                | 97                | 5                 | 167               |
| Deltog ikke i 2006              |                        |                                 |                                    |                   |                   |                   |                   |
| 2007                            | Magdi Rúzsa            | "Unsubstantial Blues"           | Løs blues                          | 9                 | 128               | 2                 | 224               |
| 2008                            | Csézy                  | "Candlelight"                   | Stearinlys                         | Ikke kvalificeret | Ikke kvalificeret | 19                | 16                |
| 2009                            | Zoli Ádok              | "Dance With Me"                 | Dans med mig                       | Ikke kvalificeret | Ikke kvalificeret | 15                | 16                |
| Deltog ikke i 2010              |                        |                                 |                                    |                   |                   |                   |                   |
| 2011                            | Kati Wolf              | "What About My Dreams?"         | Hvad med mine drømme?              | 22                | 53                | 7                 | 72                |
| 2012                            | Compact Disco          | "Sound of Our Hearts"           | Lyden af vore hjerter              | 24                | 19                | 10                | 52                |
| 2013                            | ByeAlex                | "Kedvesem (Zoohacker Remix)"    | Min skat                           | 10                | 84                | 8                 | 66                |
| 2014                            | András Kállay-Saunders | "Running"                       | Løber                              | 5                 | 143               | 3                 | 127               |
| 2015                            | Boggie                 | "Wars For Nothing"              | Krige for ingeting                 | 20                | 19                | 8                 | 67                |
| 2016                            | Freddie                | "Pioneer"                       | Pioner                             | 19                | 108               | 4                 | 197               |
| 2017                            | Joci Pápai             | "Origo"                         | Startpunkt                         | 8                 | 200               | 2                 | 231               |
| 2018                            | AWS                    | "Viszlát nyár"                  | Vi Ses Sommer                      | 21                | 93                | 10                | 111               |
| 2019                            | Joci Pápai             | "Az én apám"                    | Min Far                            | Ikke kvalificeret | Ikke kvalificeret | 12                | 97                |
| Har ikke deltaget siden 2019    |                        |                                 |                                    |                   |                   |                   |                   |

## Pointstatistik (1994-2019)

### Flest point til og fra - top 5
NB: Kun point givet i finalerne er talt med.
| Ungarn har givet point til | Ungarn har givet point til | Ungarn har givet point til |
| Placering                  | Land                       | Point                      |
| -------------------------- | -------------------------- | -------------------------- |
| 1                          | Sverige                    | 71                         |
| 2                          | Holland                    | 62                         |
| 3                          | Norge                      | 61                         |
| 4                          | Aserbajdsjan               | 59                         |
| =                          | Danmark                    | 59                         |

| Ungarn har modtaget point fra | Ungarn har modtaget point fra | Ungarn har modtaget point fra |
| Placering                     | Land                          | Point                         |
| ----------------------------- | ----------------------------- | ----------------------------- |
| 1                             | Serbien                       | 68                            |
| 2                             | Rumænien                      | 67                            |
| 3                             | Finland                       | 61                            |
| 4                             | Kroatien                      | 53                            |
| 5                             | Polen                         | 50                            |

### 12 point til og fra
NB: Kun 12 point givet i finalerne er talt med.
| Ungarn har modtaget 12 point fra | Ungarn har modtaget 12 point fra | Ungarn har modtaget 12 point fra |
| År                               | Jury                             | Televoting                       |
| -------------------------------- | -------------------------------- | -------------------------------- |
| 1994                             | Finland, Irland, Polen, Sverige  | Ingen separat televoting         |
| 2007                             | Serbien                          | Ingen separat televoting         |
| 2011                             | Finland                          | Ingen separat televoting         |
| 2013                             | Tyskland                         | Ingen separat televoting         |
| 2014                             | Montenegro                       | Ingen separat televoting         |
| 2017                             | Kroatien                         | Kroatien, Serbien                |
| 2018                             | Modtog ikke 12 point             | Serbien                          |

| Ungarn har givet 12 point til | Ungarn har givet 12 point til | Ungarn har givet 12 point til |
| År                            | Jury                          | Televoting                    |
| ----------------------------- | ----------------------------- | ----------------------------- |
| 1994                          | Tyskland                      | Ingen separat televoting      |
| 1995                          | Cypern                        | Ingen separat televoting      |
| 1997                          | Storbritannien                | Ingen separat televoting      |
| 1998                          | Holland                       | Ingen separat televoting      |
| 2005                          | Grækenland                    | Ingen separat televoting      |
| 2007                          | Serbien                       | Ingen separat televoting      |
| 2008                          | Aserbajdsjan                  | Ingen separat televoting      |
| 2009                          | Norge                         | Ingen separat televoting      |
| 2011                          | Island                        | Ingen separat televoting      |
| 2012                          | Sverige                       | Ingen separat televoting      |
| 2013                          | Aserbajdsjan                  | Ingen separat televoting      |
| 2014                          | Holland                       | Ingen separat televoting      |
| 2015                          | Belgien                       | Ingen separat televoting      |
| 2016                          | Australien                    | Ukraine                       |
| 2017                          | Portugal                      | Bulgarien                     |
| 2018                          | Danmark                       | Danmark                       |
| 2019                          | Tjekkiet                      | Island                        |

### Flest point til og fra - alle lande
NB: Kun point givet i finalerne er talt med.
| Ungarn har givet point til | Ungarn har givet point til | Ungarn har givet point til |
| Placering                  | Land                       | Point                      |
| -------------------------- | -------------------------- | -------------------------- |
| 1                          | Sverige                    | 71                         |
| 2                          | Holland                    | 62                         |
| 3                          | Norge                      | 61                         |
| 4                          | Aserbajdsjan               | 59                         |
| =                          | Danmark                    | 59                         |
| 6                          | Rusland                    | 55                         |
| 7                          | Island                     | 48                         |
| 8                          | Grækenland                 | 44                         |
| 9                          | Storbritannien             | 38                         |
| =                          | Ukraine                    | 38                         |
| =                          | Østrig                     | 38                         |
| 12                         | Australien                 | 37                         |
| 13                         | Bulgarien                  | 36                         |
| 14                         | Italien                    | 35                         |
| 15                         | Israel                     | 32                         |
| 16                         | Malta                      | 30                         |
| 17                         | Polen                      | 29                         |
| 18                         | Belgien                    | 27                         |
| =                          | Cypern                     | 27                         |
| =                          | Irland                     | 27                         |
| 21                         | Portugal                   | 26                         |
| =                          | Rumænien                   | 26                         |
| 23                         | Tyskland                   | 24                         |
| 24                         | Moldova                    | 23                         |
| =                          | Serbien                    | 23                         |
| 26                         | Tjekkiet                   | 22                         |
| 27                         | Estland                    | 21                         |
| 28                         | Albanien                   | 20                         |
| 29                         | Tyrkiet                    | 20                         |
| 30                         | Spanien                    | 18                         |
| 31                         | Slovenien                  | 17                         |
| 32                         | Frankrig                   | 15                         |
| 33                         | Letland                    | 14                         |
| 34                         | Armenien                   | 13                         |
| 35                         | Hviderusland               | 12                         |
| =                          | Kroatien                   | 12                         |
| =                          | Schweiz                    | 12                         |
| 38                         | Georgien                   | 10                         |
| =                          | Nordmakedonien             | 10                         |
| =                          | San Marino                 | 10                         |
| 41                         | Litauen                    | 8                          |
| 42                         | Finland                    | 6                          |
| 43                         | Serbien og Montenegro      | 2                          |
| 44                         | Bosnien-Hercegovina        | 1                          |
| 45                         | Andorra                    | 0                          |
| =                          | Jugoslavien                | 0                          |
| =                          | Luxembourg                 | 0                          |
| =                          | Marokko                    | 0                          |
| =                          | Monaco                     | 0                          |
| =                          | Montenegro                 | 0                          |
| =                          | Slovakiet                  | 0                          |

| Ungarn har modtaget point fra | Ungarn har modtaget point fra | Ungarn har modtaget point fra |
| Placering                     | Land                          | Point                         |
| ----------------------------- | ----------------------------- | ----------------------------- |
| 1                             | Serbien                       | 68                            |
| 2                             | Rumænien                      | 67                            |
| 3                             | Finland                       | 61                            |
| 4                             | Kroatien                      | 53                            |
| 5                             | Polen                         | 50                            |
| 6                             | Estland                       | 47                            |
| 7                             | Island                        | 46                            |
| 8                             | Sverige                       | 39                            |
| 9                             | Aserbajdsjan                  | 36                            |
| 10                            | Holland                       | 33                            |
| =                             | Tyskland                      | 33                            |
| 12                            | Montenegro                    | 32                            |
| =                             | Østrig                        | 32                            |
| 14                            | Schweiz                       | 26                            |
| 15                            | Albanien                      | 24                            |
| =                             | Irland                        | 24                            |
| =                             | Norge                         | 24                            |
| =                             | San Marino                    | 24                            |
| =                             | Spanien                       | 24                            |
| =                             | Ukraine                       | 24                            |
| 21                            | Bulgarien                     | 22                            |
| 22                            | Frankrig                      | 21                            |
| =                             | Grækenland                    | 21                            |
| 24                            | Hviderusland                  | 20                            |
| 25                            | Cypern                        | 19                            |
| =                             | Israel                        | 19                            |
| 27                            | Slovenien                     | 16                            |
| =                             | Tjekkiet                      | 16                            |
| 29                            | Belgien                       | 15                            |
| =                             | Litauen                       | 15                            |
| =                             | Rusland                       | 15                            |
| 32                            | Danmark                       | 14                            |
| =                             | Nordmakedonien                | 14                            |
| 34                            | Malta                         | 13                            |
| =                             | Portugal                      | 13                            |
| =                             | Storbritannien                | 13                            |
| 37                            | Andorra                       | 12                            |
| 38                            | Letland                       | 11                            |
| 39                            | Tyrkiet                       | 10                            |
| 40                            | Italien                       | 9                             |
| 41                            | Moldova                       | 8                             |
| =                             | Slovakiet                     | 8                             |
| 43                            | Georgien                      | 7                             |
| 44                            | Serbien og Montenegro         | 6                             |
| 45                            | Bosnien-Hercegovina           | 5                             |
| 46                            | Armenien                      | 3                             |
| 47                            | Australien                    | 0                             |
| =                             | Jugoslavien                   | 0                             |
| =                             | Luxembourg                    | 0                             |
| =                             | Marokko                       | 0                             |
| =                             | Monaco                        | 0                             |

## Kommentatorer og jurytalsmænd
| År        | Kommentator                                 | Jurytalsmand    |
| --------- | ------------------------------------------- | --------------- |
| 1986      | István Vágó                                 | Deltog ikke     |
| 1987      | István Vágó                                 | Deltog ikke     |
| 1992      | István Vágó                                 | Deltog ikke     |
| 1993      | István Vágó                                 | Deltog ikke     |
| 1994      | István Vágó                                 | Iván Bradányi   |
| 1995      | István Vágó                                 | Katalin Bogyay  |
| 1996      | István Vágó                                 | Deltog ikke     |
| 1997      | István Vágó                                 | Györgyi Albert  |
| 1998      | Gábor Gundel Takács                         | Barna Héder     |
| 1999-2004 | Ingen udsendelse                            | Deltog ikke     |
| 2005      | Zsuzsa Demcsák, András Fáber & Dávid Szántó | Zsuzsa Demcsák  |
| 2006      | Ingen udsendelse                            | Deltog ikke     |
| 2007      | Gábor Gundel Takács                         | Éva Novodomszky |
| 2008      | Gábor Gundel Takács                         | Éva Novodomszky |
| 2009      | Gábor Gundel Takács                         | Éva Novodomszky |
| 2010      | Zsolt Jeszenszky                            | Deltog ikke     |
| 2011      | Gábor Gundel Takács                         | Éva Novodomszky |
| 2012      | Gábor Gundel Takács                         | Éva Novodomszky |
| 2013      | Gábor Gundel Takács                         | Éva Novodomszky |
| 2014      | Gábor Gundel Takács                         | Éva Novodomszky |
| 2015      | Gábor Gundel Takács                         | Csilla Tatár    |
| 2016      | Gábor Gundel Takács                         | Csilla Tatár    |
| 2017      | Krisztina Rátonyi & Freddie                 | Csilla Tatár    |
| 2018      | Krisztina Rátonyi & Freddie                 | Bence Forró     |
| 2019      | Krisztina Rátonyi & Freddie                 | Bence Forró     |
| 2021-Nu   | Ingen udsendelse                            | Deltog ikke     |

## Galleri
- Magdi Rúzsa i Helsinki (2007)
- Csézy i Beograd (2008)

## Eksterne Henvisninger
- Eurovision Ungarn